# Maishofen
Maishofen est une commune autrichienne du district de Zell am See dans l'État de Salzbourg.